# Gruytersmastins
De Gruytemastins (of: Grootstins, Dekemastins) was een stins aan de Marktstraat in de binnenstad van Sneek.
Het gebouw is gebouwd in 1396, waarschijnlijk als dwangburcht, mogelijk door Albrecht van Beieren. Deze Graaf van Holland had het monopolie op bier in de stad Sneek en had de eerste bewoner van het pand, Aylof die Grutter, aangesteld als kastelein van het pand. Die Grutter was opvallend genoeg niet van adellijke afkomst. Het pand is ook in gebruik geweest als grafelijk steunpunt. Opvallend is dat het gebouw de volksopstand van 1396 overleefd heeft, iets wat bijvoorbeeld de Rodenburg niet lukte. Waarschijnlijk vervulde de stins een mercantiele functie. Het gehele terrein met de stins was omgracht.
Latere bewoners waren onder meer Age Harinxma en Sicco van Dekema. Hierdoor stond het gebouw later ook bekend als de Dekemastins. Na een rechtszaak, aangespannen door de Vroomheid tegen de sloop, werd het gebouw in 1632 met grond gelijk gemaakt. De lege kavel werd verkocht aan Gualtherus Gualtheri. Hij liet hier, naast zijn Cleynstins, een uitbreiding van deze panden bouwen.